# Драгиња Јанковић
Драгиња Јанковић (31. децембар 1872 — 29. октобар 1963) је била рођена сестра етнолога Тихомира Ђорђевића и композитора Владимира Ђорђевића, као и мајка етномузиколошкиња Данице Јанковић и Љубице Јанковић, које су написале осмотомно дело "Народне игре" од великог значаја за проучавање музике у Србији. Драгиња је оставила мали запис сећања на своју браћу који је објављен у новој едицији етнолошког часописа Караџић који објављује Завичајни музеј Алексинац.

## Биографија
Драгиња је рођена у Брестовцу, и са породицом се доста селила, а за време првог српско-турског рата породица је променила четири места као избеглице (Сокобања, Јагодина, Домуз Поток код Багрдана, и Лужане). После рата вратили су се у Лужане где им је све било попаљено. Драгиња се удала за алексиначког телеграфисту Станислава С. Јанковића, са којим је имала кћери Даницу и Љубицу. У Алексиначкој гимназији пронађен је рукопис од десетак страна, куцан густо на куцаћој машини, у којој Драгиња описује младост своје тројице браће.

## Сећања на браћу Тихомира, Владимира и Борка
У сећањима Драгиња описује њихово детињство, школовање своје браће Тике, Влајка и најмлађег Борка који је рођен у Лужану и преминуо у петнаестој години. Помиње се и лекар Сава Поповић, затим професор Риста Стојановић, и Коста Стојановић. Сећања обухватају период до Тихомирове смрти и Другог светског рата, и иако су у питању само десетак страница, представљају изузетан увид у живот једне знамените српске породице.